# 张墨
张墨（1989年1月17日—），河北石家庄人，加拿大女子乒乓球运动员。目前居住在温哥华。她曾获得2011年泛美运动会乒乓球比赛女子单打金牌。